# محمد بن المتوكل علي الله إسماعيل
الاِمام الموَيد باللّه محمد بن المتوكل علي اللّه إسماعيل. من أئمة اليمن، دعى بعد وفاة المويد وتوفي سنة سبع وتسعين وألف للهجرة.
| سبقه المنصور بالله بن محمد المؤيد | رؤساء اليمن | تبعه إسماعيل بن أحمد الكبسي |